# Yuriy Voronoy
Yuriy Voronoy (Žuravka, 9 agosto 1895 – Kiev, 13 maggio 1961) è stato un chirurgo ucraino.

## Biografia
Yuri Yurijevich Voronoy nacque nel piccolo villaggio di Žuravka. Il padre Georgy era un professore universitario di matematica ricordato soprattutto per la definizione del Diagramma di Voronoi.
Il 16 gennaio 1918, come parte di un distaccamento di truppe della Rada centrale, Yuri Voronoy prese parte alla battaglia vicino a Kruty. Dopo aver conseguito la laurea in medicina a Kiev nel 1921, Yuriy fu membro del Dipartimento di Chirurgia a Kharkov dal 1926 al 1931. Uno dei filoni di ricerca del dipartimento di Kharkov, all'epoca diretto dal Professor Vladimir Shamov, era la trasfusione sanguigna da cadavere e il trapianto di testicoli.
Nel 1931 Voronoy ottenne una promozione e lasciò Kharkov per trasferirsi a Cherson. Il 3 aprile 1933 eseguì il primo allotrapianto renale al mondo con donatore cadavere. La ricevente era una donna di ventisei anni che, dopo un tentato suicidio, era intossicata da mercurio. Il secondo giorno dall'operazione, il 5 aprile, le condizioni della donna peggiorarono dato che il rene smise di produrre urina e a tarda serata la donna morì. L'esito fu negativo, tuttavia Voronoy comprese che nei trapianti d'organo era necessario sopprimere il sistema immunitario. In una rivista spagnola, El siglo Medico, nel 1936 Voronoy descrisse la sua pionieristica operazione. Sebbene Voronoy avesse avuto un forte sostegno in Unione Sovietica, in occidente fu ignorato.
Nel 1950 Voronoy divenne professore ordinario di Chirurgia Sperimentale all'Istituto Ucraino di Biologia e Patologia. Nel 1953 fu a capo dell'Istituto di Trasfusione Sanguigna e Chirurgia Traumatica di Kiev. Morì a Kiev nel 1961.